# The Sims 2: Университет
The Sims 2: Университет (англ. The Sims 2: University) — первое дополнение к компьютерной игре The Sims 2 в жанре симулятор жизни, добавляющее возможность отправлять молодых персонажей в Академгородок для получения высшего образования и поселять их в студенческих общежитиях. Персонажу также становится доступным множество разных развлечений, например игра на музыкальном инструменте или участие в студенческих вечеринках.
Для запуска дополнения требуется наличие оригинальной версии игры.
Разработка первого дополнения началась во время выпуска базовой The Sims 2, идея дополнения была выбрана после общения с фанатами игры, многие из которых желали бы посещать в игре университет. «Университет» стал фактически первым масштабным дополнением в истории франшизы The Sims, до которого расширения представляли собой как правило слабосвязанные каталоги разных предметов и новых элементов геймплея. Именно с этого дополнения Maxis ввела традицию добавлять в расширения The Sims 2 и её преемников переписанные клипы на симлише с участием известных певцов и групп.
Сразу после выпуска дополнение возглавило чарты продаж и стало одной из самых продаваемых игр для ПК в 2005 году. От критиков «Университет» получил положительные отзывы, среди его главных достоинств было отмечено существенное расширение базового геймплея и множество возможностей, добавленных с дополнением, среди недостатков — наличие системных ошибок в игре.

## Игровой процесс
Дополнение позволяет симам поступать в университет и получать высшее образование, которое в будущем будет положительно влиять на продвижение по карьерной лестнице персонажа. Всего дополнение добавляет 3 разных университетских городка: Государственный Симологический Университет (ГСУ, англ. Sim State University), Техуниверситет (англ. La Fiesta Tech) или Академия Ля Тур (англ. Académie Le Tour). Вместе с расширением специально была введена возрастная категория — «молодой персонаж». Университетский городок является отдельной игровой локацией, где расположены разные университеты и жилые массивы, во вторых живут сами студенты. Персонаж может снять отдельный дом или поселиться в общежитии.
Всего в университете изучаются 11 специальностей. Процесс учёбы представляет собой усвоение учебного материала и сдачу экзаменов. Весь учебный процесс поделён на 4 курса, каждый из которых в свою очередь делится на 2 семестра. В конце каждого семестра студент сдаёт экзамен. Чтобы успевать в учёбе, необходимо делать домашние задания, вовремя посещать лекции и развивать необходимые навыки. После успешной сдачи последнего экзамена, в конце четвёртого курса, у студента появляется диплом и он может провести прощальную выпускную вечеринку.
Помимо учёбы для молодых персонажей доступно множество видов развлечений, в числе которых возможность организовать собственную музыкальную группу с помощью освоения навыка игры на таких музыкальных инструментах, как электрогитара, бас-гитара и ударная установка, или возможность веселиться у большого костра и пускать пузыри из кальяна. Персонаж может купить фотоаппарат и делать разные снимки, продавая их или украшая ими свой дом. Для базовой игры доступны 4 дополнительных вида карьеры: мистика, шоу-бизнес, изобразительное искусство и естественные науки. Среди наград доступен аппарат «Домашний пластический хирург», позволяющий изменять лицо персонажа, другая награда — плотоядное растение-корова «Проглотис Людоедия», питающееся людьми. Если растение съело человека, то его можно «подоить» и выпить жизненные соки съеденного. Эффект сходен с эффектом «Эликсира молодости». Ещё одна награда «Некрофон» — телефон для связи со смертью, который позволяет воскресить умершего персонажа.
Дополнение добавляет сверхъестественное существо зомби, которого можно получить, если персонаж, желающий воскресить усопшего через карьерную награду «Некрофон», заплатит Смерти слишком мало денег. В таком случае воскрешённый теряет большинство навыков, которые он получил при жизни, а между зомби и воскресившим его персонажем заметно ухудшаются отношения. Сам зомби представляет собой персонажа с «трупным» цветом кожи и «язвенными» пятнами, он передвигается медленно, буквально перетаскивая своё тело и постоянно издавая стоны и неприятные звуки. Зомби не стареют, но не могут заводить детей и их гигиена падает быстрее.

## Разработка и выпуск
| Системные требования    | Системные требования                        | Системные требования                            |
| ----------------------- | ------------------------------------------- | ----------------------------------------------- |
|                         | Минимальные                                 | Рекомендуемые                                   |
| Microsoft Windows       |                                             |                                                 |
| ОС                      | Windows 98 и новее                          | Windows 98 и новее                              |
| ЦПУ                     | Pentium III или Athlon 2,4 ГГц              | Pentium IV или AthlonXP ГГц 2,4 ГГц             |
| Объём ОЗУ               | 256 МБ                                      | 512 МБ (если установлено больше 3-х дополнений) |
| Место на диске          | 3,5 ГБ                                      | 3,5 ГБ                                          |
| Информационный носитель | CD, DVD                                     | CD, DVD                                         |
| Видеокарта              | 32 МБ                                       | 32 МБ                                           |
| Устройства ввода        | компьютерная мышь, клавиатура               | компьютерная мышь, клавиатура                   |
| Mac OS X                |                                             |                                                 |
| ОС                      | Mac OS X 10.3.8 или новее                   | Mac OS X 10.3.8 или новее                       |
| ЦПУ                     | 1,2 или выше, PowerPC G4/G5                 | 1,2 или выше, PowerPC G4/G5                     |
| Объём ОЗУ               | 256 МБ                                      | 256 МБ                                          |
| Место на диске          | 3 ГБ                                        | 3 ГБ                                            |
| Информационный носитель | DVD                                         | DVD                                             |
| Видеокарта              | 32 МБ ATI Radeon 9000/nVidia GeForce FX5200 | 32 МБ ATI Radeon 9000/nVidia GeForce FX5200     |
| Устройства ввода        | компьютерная мышь, клавиатура               | компьютерная мышь, клавиатура                   |

Разработка дополнения начала активно вестись уже в момент выпуска базовой игры The Sims 2. По словам Чарльза Баунда, дизайнера студии Maxis, решение о выпуске дополнения со студентами было вызвано многочисленными просьбами фанатов ещё во времена выпуска The Sims. Однако разработчики так и не выпустили дополнение, придя к выводу, что не смогут создать общежитие, так как устаревший игровой движок не позволял это воплотить. Поэтому было решено, что тема с университетом станет первой целью для разработки дополнения ко второму симулятору. Вторая причина, по которой не было выпущено дополнение к The Sims, заключалась в ограниченных возрастных категориях, где взрослому персонажу предшествует «восьмилетний ребёнок, который никак не подходит для посещения колледжа». Во втором симуляторе данная проблема решается путём добавления новой возрастной категории — «молодой». Также Лондон отметил, что создание дополнения о университете доставляло большое удовольствие разработчикам, так как многие из команды сами недавно закончили вуз. Большинство особенностей дополнения было создано на основе личного опыта членов команды и историй, связанных с их учёбой в университете или колледже. По мнению дизайнера, дополнение позволило команде рассказать их собственные истории и передать те переживания, которые они сами испытывали, будучи ещё студентами. «В Университете» также было призвано залатать существенный разрыв между возрастной категории подростка и взрослого, добавив вместе с дополнением возрастную категорию молодого взрослого. 
Изначально дополнение планировалось выпустить в ноябре, однако разработчики столкнулись с техническими трудностями. Главная проблема возникла с общежитиями. В начале разработчики хотели создать эффект «переполненного общежития», однако поняли, что слишком большое количество персонажей на участке станет сильной перегрузкой для компьютера, и в результате нашли решение проблемы путём создания неуправляемых персонажей, которые при входе в свою комнату «исчезают» и таким образом за их действиями в комнате нельзя наблюдать. Другие трудности были связанны с непредвиденными сценариями из-за скопления множества симов в ограниченном пространстве. Например симы, преимущественно без кулинарным навыков начинали устраивать постоянные пожары и хаос в общественной кухне, разбегаясь к пожару. Решением этой проблемы стало добавление разбрызгивателя. Другой забавный случай был связан с мобильными телефонами, к которым симы на столько привязывались, что умирали от истощения. Несмотря на многочисленные трудности при разработке первого расширения, разработчики впоследствии были очень довольны проделанной работой.
Вместе с дополнением был добавлен зомби и первый оккультный вид управляемого сима во франшизе со своими уникальными взаимодействиями. Так как для разработчиков это был первый подобный опыт, они столкнулись с некоторыми трудностями, так как зомби часто провоцировали внутриигровые ошибки. Добавить зомби в игру было решено спонтанно, так как это по мнению разработчиков подходило тематике награды за работу в сфере паранормальных явлений.  
По состоянию на декабрь 2004 года, когда команда Maxis ещё занималась разработкой дополнения, всё ещё оставалась под вопросом возможность добавления студенческих союзов. Помимо этого, стоял вопрос о возможности наблюдения за процессом учёбы симов, но разработчики решили, что игрокам будет «слишком скучно наблюдать за лекциями», и отказались от данной возможности. Ещё до выпуска, фанаты высказывали опасения, что в дополнении персонаж будет вынужден тратить большую часть жизни в университете на учёбу и выполнение домашних заданий, что сделает геймплей скучным, однако сотрудник студии Maxis заверил, что выполнение домашних заданий и посещение кампуса является не обязательным, так как их целью не было создание «симулятора домашних заданий». Идея сделать классы центром дополнения присутствовала на ранней стадии разработки но в последствии была отвергнута, как слишком скучная.

### Выход
Впервые о предстоящем выходе первого дополнения было объявлено в ноябре 2004 года, а в январе следующего года стало известно, что ЕА Games разошлёт тираж игры по дистрибьюторским сетям 1 марта и в продажу игра в США выйдет 3 марта. Тогда же франшиза праздновала пятилетний юбилей со дня выпуска The Sims. Во время анонса исполнительный продюсер и вице-президент студии Синджин Бей сказал следующее:
Мы с волнением готовимся открыть совершенно новый этап жизни симов, который позволит игрокам провести своих персонажей через все трудности учёбы в колледже и университете и вести с ними увлекательную студенческую жизнь, в которой будут общежития, вечеринки и экзамены. Это также станет первым расширением в будущей линейке дополнений, которые будут отвечать на пожелания игроков, служить развитию франшизы The Sims 2 и постоянно расширять мир симов, создавая почти безграничный геймплей и возможности сюжетного развития. 
Оригинальный текст (англ.)We are thrilled to open up a whole new stage of life for the Sims, allowing players to lead them through all the challenges of college and living the exciting university lifestyle of the dorms, parties and exams. This title is also the first in a line of expansion packs that will address our players desires, further develop The Sims 2 franchise and continually expand the world of the Sims creating almost endless gameplay and storytelling possibilities.Синджин Бейн, исполнительный продюсер Maxis
Предварительный заказ игры начался в январе 2005 года, его можно было оформить на официальном сайте игры. Выход дополнения в США состоялся 1 марта 2005 года, в Европе 11 марта и в Японии 17 марта. В России выпуск «Университета» произошёл на год позже — 16 марта 2006 года. Русской локализацией занималась компания СофтКлаб. После выпуска дополнение занимало высшие места в списке продаваемых игр в марте, апреле, мае, июне и июле, начав впервые сдавать свои позиции начиная с августа. По версии сайта Hexus, первое дополнение заняло 3-е место в списке самых продаваемых игр для ПК, а по версии Advertology — 2-е место. Всего в 2005 году в США было распродано 574 000 копий игры, а в Великобритании — 300 000 копий. Дополнение вскоре после выхода по популярности конкурировало с World of Warcraft. В феврале 2006 года, почти через год после выпуска, «Университет» занимал 15-е место в списке самых продаваемых игр. По версии агрегатора Metacritic, «Университет» занял 37-е место в рейтинге лучших игр 2005 года. Редакция GameSpy присвоила «Университету» статус лучшего дополнения 2005 года.
В январе 2006 года было объявлено о предстоящем выпуске компанией Aspyr Media Mac-версии дополнения, которая должна была выйти в декабре того же года.
16 июля 2014 года дополнение было выпущено в составе коллекции The Sims 2 Ultimate Collection и было временно бесплатно доступно для скачивания в Origin. 7 августа того же года дополнение вошло в состав коллекции The Sims 2 Super Collection для операционной системы Mac OS X.

## Музыка
Фоновую музыку к дополнению написали Марк Мазерсбо и Силас Хайт. В игре также было добавлено множество музыкальных треков, доступных с включением радио системы. Записью мелодий руководил Роби Каукер, цель команды заключалась в добавлении песен, отражающих студенческую жизнь. Таким образом в студию стали приглашать молодых музыкантов и музыкальные группы, исполняющие свои мелодии в стиле колледж-рок, а именно Dexter Freebish, Абру Мур, Шарлотту Мартин Да Риффс и Steadman. Музыканты перезаписывали существующие песни на симлише — искусственном языке, на которым общаются виртуальные люди из игры. Всего с их участием было создано 11 музыкальных треков, которые доступны в игре на особом канале, если в режиме жизни включить стереоколонки. Это был первый опыт студии Maxis в создании музыки на симлише с участием реальных музыкальных групп. Начиная с этого дополнения данный подход становится одной из традиций The Sims в последующих выпусках.
Во время записи музыканты не должны были создавать идеальный перевод на симлиш. По сути им позволялось «петь абракадабру» с условием, что она не будет созвучна с английским текстом и что музыкант через мелодию сможет передать «чистые эмоции». Однако, например, Шарлотта Мартин настояла на том, чтобы весь текст на симлише соответствовал переводу на английский язык, что по её мнению должно было сблизить песню с оригиналом. Другая певица — Абра Мур — отметила, что запись её мелодии на симлише позволила ей по новому взглянуть на произведение и что она чувствовала себя при этом, как «рыба в воде». Мур, говорящая по-итальянски и по-испански, особо следила за тем, чтобы ни одно из слов на симлише в её песне не походило на иностранную брань. Певица оценила создание песни на языке, где передаются чистые эмоции, не ограниченные текстом, как почти духовное откровение, и при этом нашла забавным то, как её поклонники пытаются найти смысл в бессвязном тексте.
К дополнению было выпущено множество музыкальных композиций, которые позже были собраны в музыкальный альбом под названием The Sims 2: Univercity 2005 года, вышедший наряду со множеством других альбомов игр после открытия Electronic Arts собственной музыкальной марки — EA Recordings. В альбом были включены фоновые мелодии, играющие в режиме городка, создания персонажа и строительства, их автором является Марк Мазерсбо.
| №   | Название                               | Автор(ы)                              | жанр/звучит в? | Длительность |
| --- | -------------------------------------- | ------------------------------------- | -------------- | ------------ |
| 1.  | «Beautiful Life»                       | Шарлотта Мартин                       | колледж-рок    | 3:36         |
| 2.  | «Big Sky»                              | Абра Мур                              | колледж-рок    | 3:39         |
| 3.  | «Come On»                              | Steadman                              | колледж-рок    | 4:03         |
| 4.  | «Pretty People»                        | Dexter Freebish                       | колледж-рок    | 3:16         |
| 5.  | «Outsider»                             | The Daylights                         | колледж-рок    | 4:43         |
| 6.  | «Very Very Rich Town»                  | Go Betty Go                           | колледж-рок    | 2:41         |
| 7.  | «Sway»                                 | The Perishers                         | колледж-рок    | 4:21         |
| 8.  | «This Conversation is Over»            | Acceptance                            | колледж-рок    | 3:17         |
| 9.  | «Fly Foam De Flirt (Fly Fon De Flirk)» | Oipics feat. erOc (prod. by Da Riffs) | хип-хоп        | 3:45         |
| 10. | «Kin Tawala»                           | Nicco & Gia Khalyl                    | хип-хоп        | 2:36         |
| 11. | «Move»                                 | Росс Голан & Molehead                 | хип-хоп        | 3:08         |
| 12. | «See Toast Te Ya»                      | Joe Neckbone (prod. by Da Riffs)      | хип-хоп        | 3:03         |
| 13. | «Dorm Beat»                            | Даррен Джонстон                       | джаз           |              |
| 14. | «Down in Town»                         | Даррен Джонстон                       | джаз           | 4:10         |
| 15. | «Mortimer's Touch»                     | Даррен Джонстон                       | джаз           | 3:52         |
| 16. | «Sim on the Edge»                      | Крис Браун                            | джаз           | 2:32         |
| 17. | «Simply Bop»                           | Крис Браун                            | джаз           | 4:04         |
| 18. | «Oops-a-Sim»                           | Роби Каукер                           | поп            | 3:10         |
| 19. | «Fire of the Newbie»                   | Ребекка Молеон                        | сальса         | 4:13         |
| 20. | «Salsa of the SimKing»                 | Ребекка Молеон                        | сальса         | 3:29         |
| 21. | «Sinusoidal Sim»                       | Джейсен Тачстоун                      | техно          | 3:10         |

## Критика
| Сводный рейтинг    | Сводный рейтинг             |
| Агрегатор          | Оценка                      |
| ------------------ | --------------------------- |
| GameRankings       | 80,27 %                     |
| Metacritic         | 81 %                        |
| Иноязычные издания |                             |
| Издание            | Оценка                      |
| 1UP.com            | А-                          |
| ActionTrip         | 7,6                         |
| Eurogamer          | 70                          |
| GameRevolution     | B                           |
| GameSpot           | 7,9                         |
| GameSpy            | [ 47 ]                      |
| GameZone           | 94 %                        |
| IGN                | 80 %                        |
| Mygamer            | 94 %                        |
| Gamerstemple       | 86 %                        |
| CD Action          | 8/10                        |
| Награды            |                             |
| Издание            | Награда                     |
| GameSpy            | Лучшее дополнение 2005 года |
| ELSPA              | Платиновая награда          |

Игра получила преимущественно положительные отзывы, средняя оценка рецензентов по версии агрегатора Metacritic составляет 81 %, оценка простых пользователей составляет 78 %. Помимо этого, «Университет» был удостоен платиновой награды от организации ELSPA и стал лучшим дополнением 2005 года по версии сайта GameSpy. Критики в основном положительно отозвались о новом дополнении, например Брэндон Уиппл (критик сайта Mygamer) написал, что разработчики отлично сделали свою работу и сумели создать достойное расширение для The Sims 2. Дополнение номинировалось на премию в категории игр на ПК на мероприятии Golden Joystik awards.
Среди главных достоинств ими были отмечены существенное расширение самого́ базового геймплея и добавление множества новых взаимодействий, широкий выбор новых вещей из каталога, одежды и причёсок. В частности, Брэндону Уипплу пришёлся по душе факт того, что новые расширения не ограничиваются университетом, а значительно дополняют базовый геймплей, добавляют множество интересных объектов и одежды в молодёжном стиле. В качестве других преимуществ был отмечен широкий выбор общественных зданий в составе студенческого кампуса, таких как кафетерии, спортивные, развлекательные центры студенческий центр, концертный зал и библиотека университета, которые позволят ещё глубже погрузится в студенческую атмосферу. Возможность наблюдать за жизнью соседей, обладающих своей волей и тем, «какие безумные вещи они могут вытворять», придаёт ощущение что это настоящий колледж. Похожего мнения придерживается и Натали Романо, рецензент сайта GameZone, которая отметила, что жизнь сима в университете (за исключением «не воодушевляющих» вечеринок и розыгрышей) приближена к реальнойː ему придётся жить вместе с соседями, и он даже может подрабатывать параллельно с учёбой. Она отметила: «есть трудные периоды, в которые жизнь студента выглядит сплошной работой, и каждый семестр выживание даётся нелегко». При этом Романо считает, что игра, хотя и не изображает жизнь студента с точностью до деталей, всё же справляется с тем, чтобы сделать её «чертовски весёлой».
Дейв Косак, рецензент сайта GameSpy, считает, что дополнение настолько подробно и оригинально проработано, что создаёт ощущение совершенно отдельной мини-игры. Косак отметил, что дополнение добавляет множество новых предметов и значительно расширяет базовый геймплей игры, например в виде добавления музыкальных инструментов или наличия тайных обществ. Критик в общем похвалил дополнение за введение разных возможностей, в частности отметив, что теперь несколько симов с разными музыкальными инструментами могут одновременно исполнять одну и ту же мелодию. По его мнению, новое дополнение очень правдоподобно имитирует жизнь в колледже. Обозреватель сайта Gamerstemple заметил, что если в первом The Sims почти все дополнения представляли собой каталоги со множеством новых предметов, то первое дополнение к The Sims 2 демонстрирует значительное расширение геймплея самой игры и даже придаёт ему новую глубину — например, была значительно расширена сфера социального взаимодействия симов, а высшее образование открыло возможности для более быстрого карьерного роста. Дэн Адамс, рецензент сайта IGN, сравнивая возможности, предоставляемые новым дополнением, с расширениями первой части игры The Sims, также отметил, что с расширением «Университет» у симов появилась возможность вести полноценную социальную жизнь и оказывать влияние на других. Карен Чу с сайта 1UP похвалила дополнение за наличие новой возрастной категории, которой не хватало в базовой игре. По мнению обозревателя, дополнение позволяет персонажу прожить свои «лучшие годы».
Отдельно журналисты положительно оценили введение так называемых очков влияния, при достаточном количестве которых персонаж может оказывать прямое влияние на поведение остальных симов для того, чтобы, например, заставить их делать за него уроки или даже влезть в драку, что «несомненно добавляет новую интригу в игру». Натали Романо с одобрением отозвалась о наличии в дополнении музыки в стиле колледж-рок и о реалистичном поведении многочисленных неигровых персонажей — соседей по общежитию. Дейв Косак в GameSpy посчитал, что многих игроков будет ждать приятный сюрприз, когда они услышат знакомую мелодию, перезаписанную на симлише.
Среди основных недостатков критиками были отмечены ошибки и баги в дополнении. Например, Дейв Косак отметил, что симы могут на короткое время становиться прозрачными или вовсе навсегда застревать в текстурах. Худшим из обнаруженных багов Косак назвал ситуацию, когда в двери одной из комнат общежития застрял персонаж, которого было невозможно оттуда извлечь до конца игры. Там не менее встречающиеся ошибки не были настолько критичны, чтобы заставить прервать игру, и не мешали симу автора идти к поставленным целям. Дэн Адамс заметил аналогичную проблему, отметив, что время от времени симы могут внезапно переставать двигаться, оставаясь на одном месте целыми днями. По мнению Натали Романо, иногда симы начинают двигаться странно и нелогично.